# 比索 (科多尔省)
比索（法語：Busseaut，法語發音：[byso]）是法国科多尔省的一个市镇，属于蒙巴尔区。

## 地理
比索（47°44'13"N, 4°38'48"E）面积10.62 平方千米，位于法国勃艮第-弗朗什-孔泰大區科多尔省，该省份为法国中东部省份，北起奥布省，西接涅夫勒省和约讷省，南至索恩-卢瓦尔省，东南接汝拉省，东临上索恩省，东北部与上马恩省接壤。
与比索接壤的市镇（或旧市镇、城区）包括：圣日耳曼勒罗舍、塞纳河畔贝勒诺、布雷翁河畔罗什福尔、布雷米尔和沃鲁瓦、莫维利、塞纳河畔诺、奥里尼、塞纳河畔艾塞。

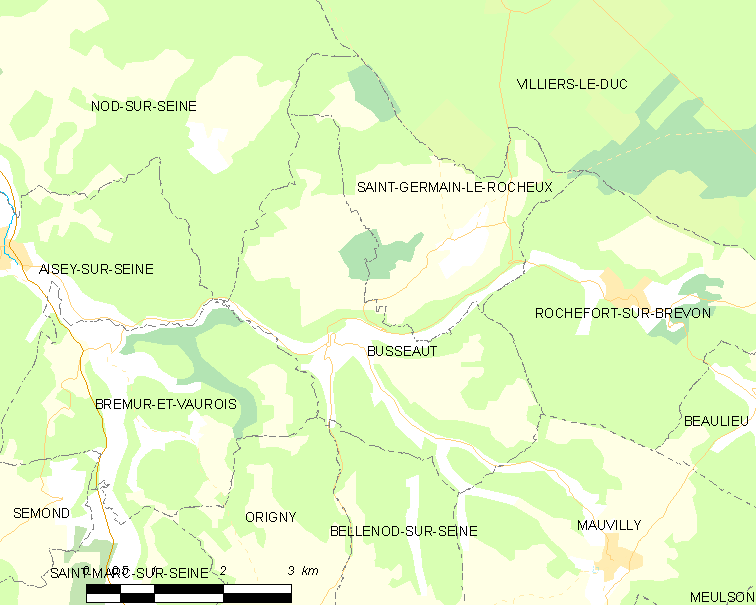
的OSM定位图

比索的时区为UTC+01:00、UTC+02:00（夏令时）。

## 行政
比索的邮政编码为21510，INSEE市镇编码为21117。

## 政治
比索所属的省级选区为塞纳河畔沙蒂永县。

## 人口

1962-2008年间人口变化图示

比索于2022年1月1日时的人口数量为52人。